# Seeger Maschinenfabrik
Die C. Seeger Maschinenfabrik mit Sitzen in Urach, Cannstatt, Fellbach und Plüderhausen produzierte und vertrieb Müllerei-, Mälzerei-, Brauerei -, Silo-, und pneumatische Förderanlagen. Bei Mälzereianlagen, die weltweit geliefert wurden, war Seeger Marktführer. Das Unternehmen war seit 1862 in unterschiedlichen Rechtsformen unter verschiedenen Gesellschaftern tätig und ging 2010 in der Schweizer Bühler AG auf.

## Geschichte

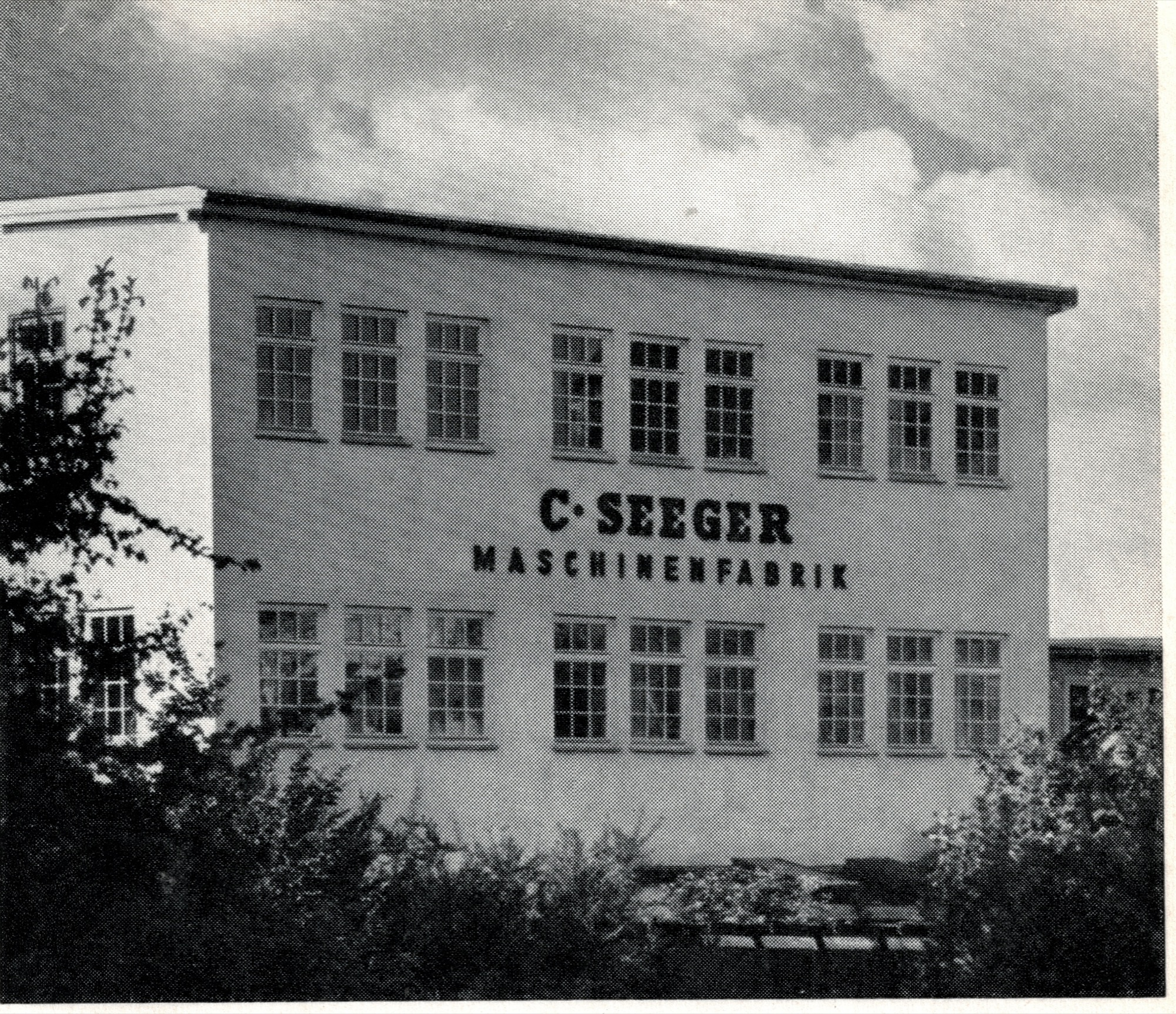
Fabrikgebäude der 1895 errichteten Fabrik in Cannstatt

### Die Anfänge
Das Unternehmen wurde 1862 von Karl Ernst Seeger in Urach gegründet. Der damalige Handwerksbetrieb stellte Müllereimaschinen her. Schon nach wenigen Jahren fertigte er auch Maschinen und Einrichtungen für Mälzereien und Brauereien. 1872 verlegte Karl Ernst den Betriebssitz nach Cannstatt. 1895 errichtete sein Sohn Ferdinand dort in der Nauheimer Straße ein Büro- und Fabrikgebäude, das bis zum Jahr 1970 Sitz des Unternehmens blieb. Die erste Eintragung im dortigen Handelsregister erfolgte am 31. März 1893.

### Der Aufschwung
Das Unternehmen wuchs schnell und belieferte bis zum Ersten Weltkrieg fast alle Länder Europas mit Mälzerei- und Brauereianlagen.
Am 1. Juli 1919 wurde das bisherige Einzelkaufmannsunternehmen in eine offene Handelsgesellschaft umgewandelt. Karl Ferdinand nahm seine Söhne Karl Valentin und Oskar Friedrich als weitere Gesellschafter auf. Karl Ferdinand Seeger legte 1924 die Geschäftsführung in die Hände seiner Söhne Karl Valentin und Oskar Friedrich. Das Unternehmen nahm trotz der wirtschaftlich schwierigen Jahre der Weimarer Republik einen weiteren Aufschwung und überstand den Zweiten Weltkrieg.

### Die Nachkriegszeit
Am 19. September 1950 wurde der Gesellschaftsvertrag vom 1. Juli 1919 aufgehoben. Die Gesellschafter einigten sich, dass Grundlage ihrer gesellschaftsrechtlichen Beziehungen nur das Handelsgesetzbuch sein soll.
1951 starb Karl Valentin Seeger. Sein besonderes Verdienst war die Entwicklung eines pneumatischen Transportsystems für Grünmalz. An seine Stelle trat als Gesellschafterin seine Witwe Alwine Seeger übernahm die Gesellschaftsanteile, die sie 1956 an ihre Söhne Karl Oskar und Erich weitergab.

### Erfolgreiche Jahre
Am 12. August 1960 einigte sich die Familie auf den Abschluss eines schriftlichen Gesellschaftsvertrages. Die nun folgende Jahre waren für das Unternehmen sehr erfolgreich. Es erarbeitete sich eine weltweite Spitzenstellung für Mälzereianlagen. Im benachbarten Fellbach wurde ein Zweigwerk errichtet. Insbesondere der Exporterfolg machte es notwendig, die Produktionsflächen zu erweitern. Die Fabrikgrundstücke in beiden Orten umfassten nunmehr mehr als 25.000 m². In beiden Werken waren über 500 Arbeitnehmer beschäftigt.
Am 27. April 1970 wurde die bisher bestehende offene Handelsgesellschaft in eine Kommanditgesellschaft umgewandelt. Als Komplementär trat die Seeger Verwaltungs GmbH ein. Aus den bisherigen Gesellschaftern wurden Kommanditisten. Das Unternehmen firmierte nun unter C. Seeger Maschinenfabrik GmbH & Co. Die Beteiligungsverhältnisse änderten sich anschließend innerhalb der Familie mehrfach.

### Der Niedergang
Das Unternehmen überschritt Anfang der 1970er Jahre seinen Zenit. Die Umsätze waren rückläufig, das Firmenanwesen in Bad Cannstatt wurde aufgegeben und der Betrieb ganz nach Fellbach verlagert. Besonders gravierend war der Rückgang der Umsätze in den Jahren 1976 bis 1979 von 33,3 Mio. auf 20,3 Mio. DM. Am 31. Dezember 1978 beschäftigte das Unternehmen 254 Arbeitnehmer und 14 Auszubildende. Anfang 1980 waren es nur noch 205 Arbeitnehmer und 4 Auszubildende.
Die Geschäftsführung versäumte es, die Kosten an die sinkenden Umsätze anzupassen. Ursächlich war, dass in den Jahren 1977/78 über einen großen Auftrag für eine Mälzerei der Pilsner Urquell, Tschechoslowakei, verhandelt wurde. Ein fertig paraphierter Vertrag, über ein Volumen von 45 Mio. DM, lag Seeger vor. Um diesen Auftrag erfüllen zu können, wurde die gesamte vorhandene Kapazität des Unternehmens benötigt. Der Vertrag kam jedoch nicht zur Ausführung, weil im Dezember 1978 die tschechoslowakische Regierung eine Devisenausfuhrgenehmigung verweigerte. Weitere Verluste entstanden wegen Anlaufschwierigkeiten eines Auftrages für eine CO₂-Anlage in Teheran. Die Auslieferung dieser Neuentwicklung erfolgte schon 1972, enorme Nacharbeiten und Montagekosten fielen jedoch erst in den Jahren 1977 und 1978 an. Letztlich ging auch weltweit die Nachfrage für Mälzereianlagen zurück. Große Brauereien setzten im Ausland statt Braugerste Surrogate ein, für die keine Mälzereien notwendig waren.

### Der Konkurs
Im März 1980 trat bei Seeger Zahlungsunfähigkeit ein. Die Kreditlinien waren vollständig in Anspruch genommen und die Hausbank nicht bereit, neue Kredite einzuräumen. Pläne der Geschäftsführung, die Firma Klöckner aus Duisburg, für eine Beteiligung oder Übernahme zu gewinnen, waren gescheitert. Die Familie Seeger konnte keine weiteren Finanzmittel für Seeger bereitstellen. Am 31. März 1980 beantragte das Unternehmen beim Amtsgericht Stuttgart die Eröffnung des Konkursverfahrens. Als Verwalter wurde der Stuttgarter Rechtsanwalt Volker Grub bestellt.
Da finanziellen Mittel für eine Betriebsfortführung fehlten und Investoren für eine Betriebsübernahme nicht bereitstanden, konnte der Konkursverwalter nur noch den bestehenden Auftragsbestand abarbeiten. Eine Betriebsfortführung durch den Konkursverwalter kam auch deshalb nicht in Betracht, weil die drei Vertriebsgesellschaften in Sao Paulo, Madrid und Richfield (England), nicht zum Unternehmen gehörten. Sie befanden sich im Privatvermögen der Gesellschafter.
Der Konkursverwalter einigte sich mit dem Betriebsrat auf die Betriebsstilllegung. Nur noch der vorhandene Auftragsbestand wurde abgearbeitet und ausgeliefert.
Das Betriebsanwesen in Fellbach veräußerte der Konkursverwalter noch im Mai 1980 an die Firma Eugen Trost GmbH & Co, heute Trost Fahrzeugteile, Stuttgart.

### Auffanggesellschaft
Auf Betreiben des Gesellschafters Hartmut Seeger und einer internationalen Großbrauerei unterbreiteten die beiden Brauereianlagebauer, A. Ziemann GmbH, Ludwigsburg, und Anton Steinecker Maschinenfabrik, Freising, und die Hermann Kronseder Maschinenfabrik, Neutraubling, ein Angebot, das vollständige Fertigungsprogramm, mit allen Konstruktionsunterlagen und Schutzrechten nebst der Marke Seeger zu erwerben und den Ersatzteildienst und Maschinenservice für die Kunden von Seeger aufrechtzuerhalten. Weiterhin waren die drei Investoren bereit, 35 Mitarbeiter von Seeger neu einzustellen und dafür eine Auffanggesellschaft unter dem Namen „Seeger GmbH“ Ingenieurleistungen für den Bau von Mälzereianlagen zu erbringen und diese wieder weltweit zu vertreiben. Gefertigt wurden die Anlagen in den Fabriken der drei Investoren.
Bereits am 12. Mai 1980 schloss der Konkursverwalter den Kaufvertrag mit den Investoren ab. Geschäftsführer der Seeger GmbH wurden Hartmut Seeger und Karl Malcher, der Geschäftsführer von Seeger do Brasil. Die neue Seeger GmbH arbeitete noch bis Jahresende in den bisherigen Geschäftsräumen von Seeger in Fellbach, neben dem Konkursverwalter, der die verbliebenen Aufträge der insolventen Gesellschaft fertig stellte. 1982 bezog die Seeger GmbH neue Geschäftsräume in Plüderhausen.
Das Konkursverfahren wurde im November 1985 abgeschlossen. Konkursgläubiger in Höhe von 7,7 Mio. DM erhielten eine Zahlungsquote von 63 %.

### Schmidt-Seeger AG
Im November 2002 trennte sich Kronseder von der Seeger GmbH. Die Schmidt AG in Beilngries, ein Unternehmen, das sich bisher auf Mühlenanlagen spezialisiert hatte, erwarb die Seeger GmbH. Die Schmidt AG beschäftigte 220 Arbeitnehmer, zu denen 80 Seeger-Arbeitnehmer hinzu stießen.
Die Seeger GmbH wurde auf die Schmidt AG fusioniert, die nunmehr den Namen Schmidt-Seeger AG trug. Das fusionierte Unternehmen erreichte in den folgenden Jahren Umsätze bis 116 Mio. Euro und die Zahl der Arbeitnehmer stieg auf 463.

### Übernahme durch die Bühler AG
2010 wurde das Unternehmen von der Schweizer Bühler AG übernommen und der Standort Plüderhausen geschlossen. Die Bühler AG war zum damaligen Zeitpunkt ein Unternehmen mit 7.700 Arbeitnehmern und einem Umsatz von 1,14 Milliarden Euro. Zu den Produktsparten gehören der Bau von Mühlen und Futtermittelwerken.